# Dunedoo
Dunedoo est un village australien situé dans la zone d'administration locale de Warrumbungle en Nouvelle-Galles du Sud, à 348 km de Sydney par la route sur la Golden Highway. 
Le nom est d'origine aborigène et signifie « cygne noir », oiseau que l'on trouve facilement dans la région.

## Démographie
| 2006  | 2011  | 2016  | 2021  |
| ----- | ----- | ----- | ----- |
| 1 653 | 1 253 | 1 221 | 1 097 |